# المصورات الصفراء
المصورات الصفراء أو المصورات هي اسم لموقع اثري كوشي في شمال السودان يبعد 20 ميلاً عن مدينة مروي و20 كيلو متر من موقع النقعة و190 كيلو متر شمال شرق العاصمة السودانية وحوالي 29 كيلو متر الي اتجاه الشرق من مجري النيل، يشكل الموقع مع مدينة مروي والنقعة جزيرة مروي، وتم إدراجها ضمن قائمة اليونسكو للتراث العالمي في العام 2011 م.

## الأبحاث

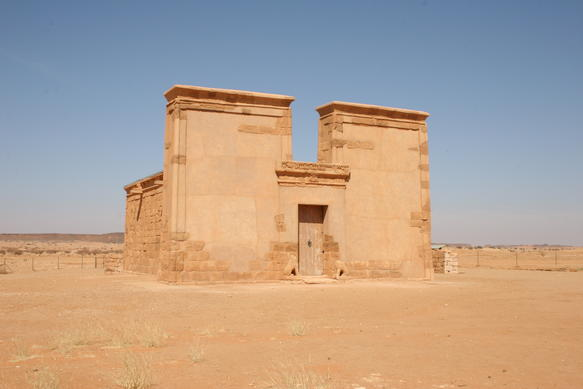
معبد اباداماك في المصورات

عرف الموقع لأول مرة عن طريق المهندس الفرنسي لينت باشا عام 1822 م، وبعد ذلك بوقت قصير زار الموقع عالم التعدين والطبيعة الفرنسي فريدريك كليود ، لكن أول من كتب وصفاً علمياً مفصلاً للموقع كان هو عالم الاثآر الألماني كارل ريتشارد ليبسوس من خلال بعثة إستكشاف البطانة التي قامت بها جامعة هومبولت في برلين والتي قادها البروفسير فرتز هينتز  ولا تزال الأبحاث والدراسات مستمرة.

## السياج العظيم

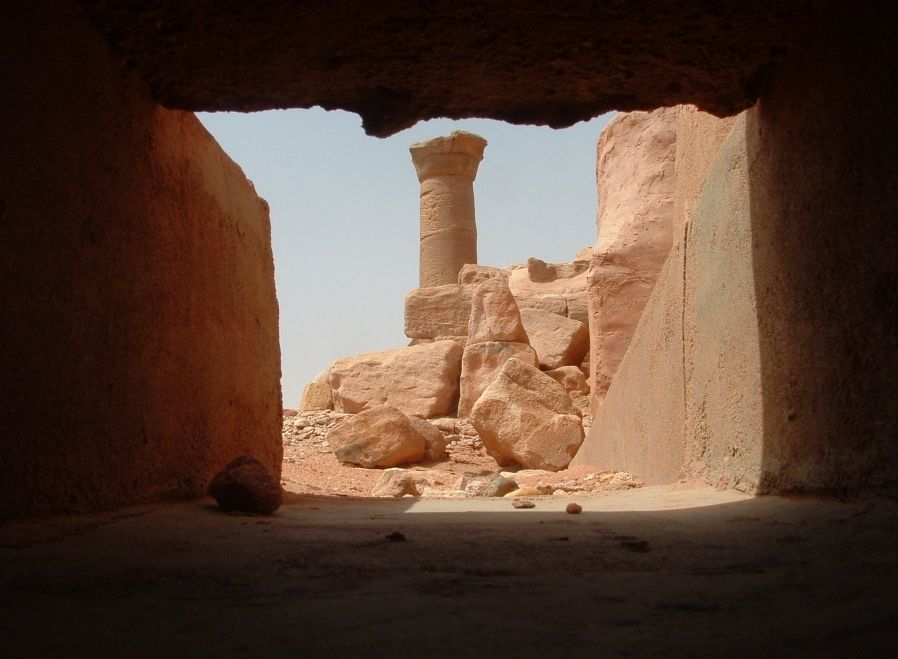
مدخل المعبد في المصورات الصفراء

هو عبارة عن سور ضخم يحيط بالمبني الرئيسي في الموقع وهو مبني ضخم يشبه المتاهة يرجع تاريخه للقرن الأول الميلادي. ويغطي مساحة 45.000 متر مربع، ووفقاً للبروفسير فرتز هينتز  : (ان خطة البناء الضخمة المعقدة لهذا المبني لا مثيل لها في كل حضارة وادي النيل) " يعتقد انه كان قصراً ملكياً لملوك مملكة كوش النوبيين، تحتوي الآثار علي أسس وحوائط وعدد 20 عمود، وخزانين وسلالم والعديد من الحوائط القصيرة.
كما عثر في الموقع علي العديد من النحوت الخاصة بالحيوانات، ويعتقد المبني كان متعدد الاستخدام مثل مقر تدريبي للفيلة لأغراض عسكرية أو مركز عناية طبية
. وكثيراً ما يقرن الناس في السودان بين المصورات الصفراء والنقعة ويزكران معاً.
ووفقاً لعالم الآثار الإنجليزي باسيل ديفيدسون فأن أربعة كنداكات (ملكات) نوبيات علي الأقل عشن جزءً من حياتهن في المصورات وهن:
- أماني ريناس
- أماني شكتو
- نادلاماك
- أماني تاري

## معرض صور

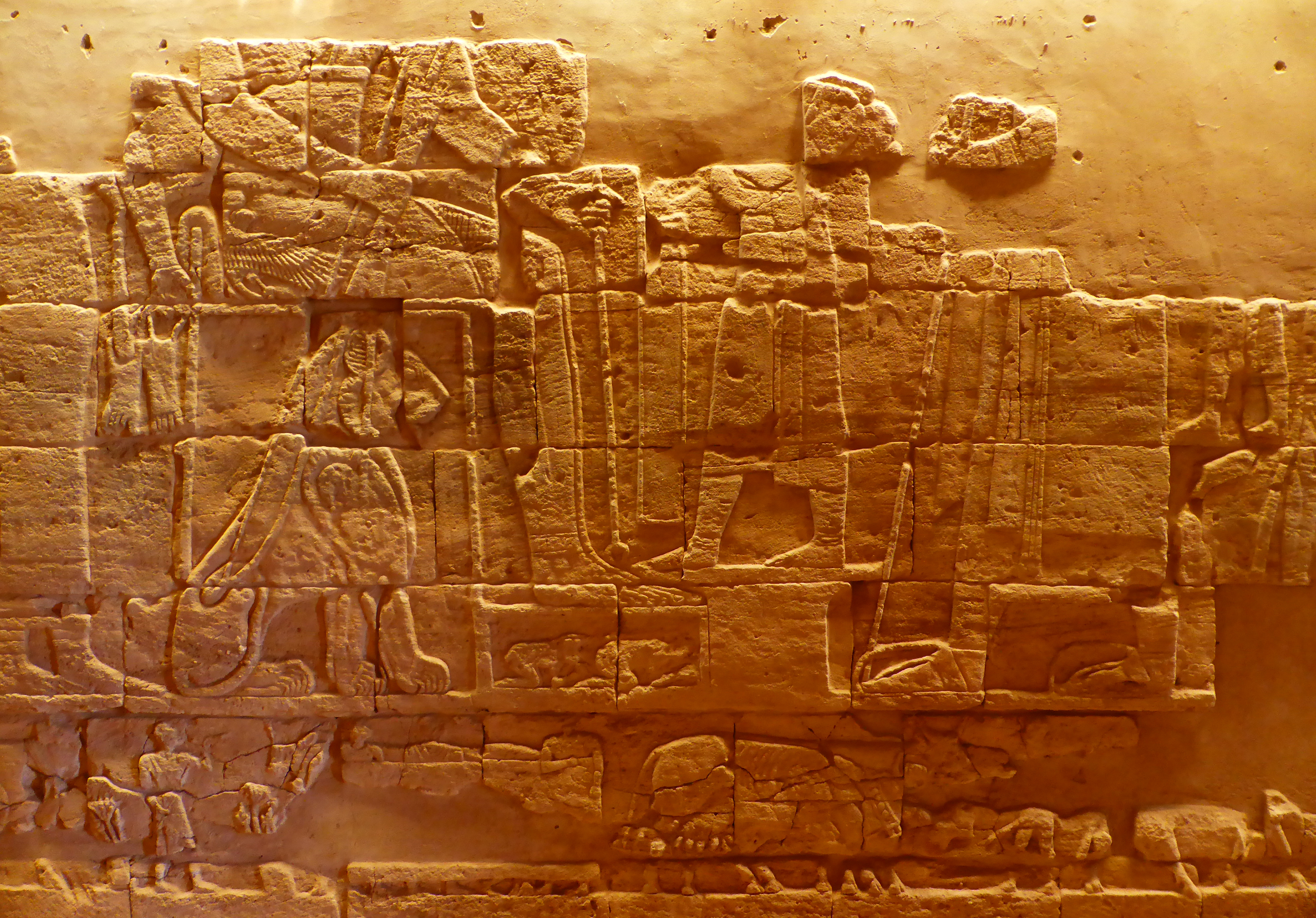
آثار معبد أبادماك
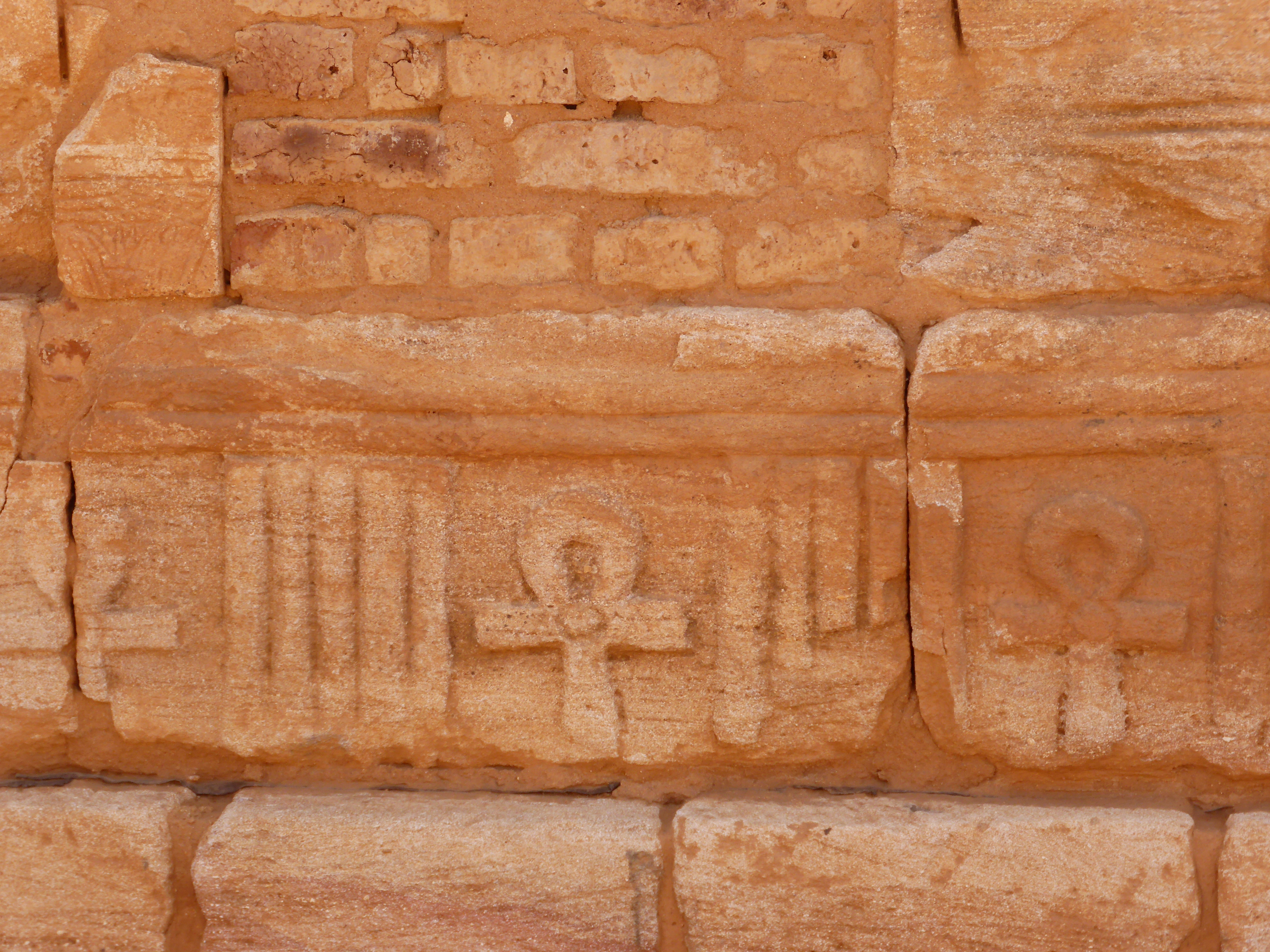
معبد أبادماك في مصورات السفرة
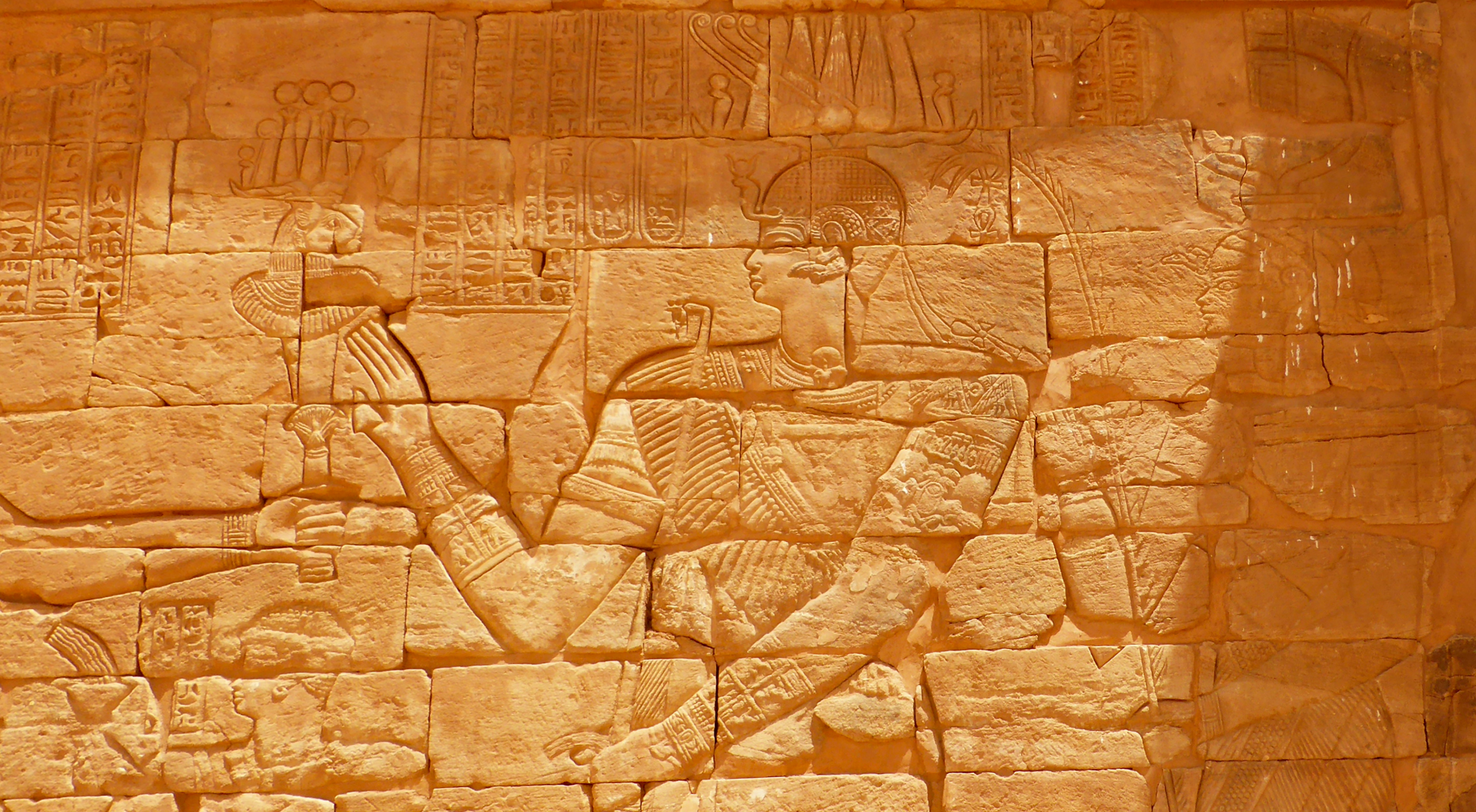
معبد أبادماك في مصورات السفرة
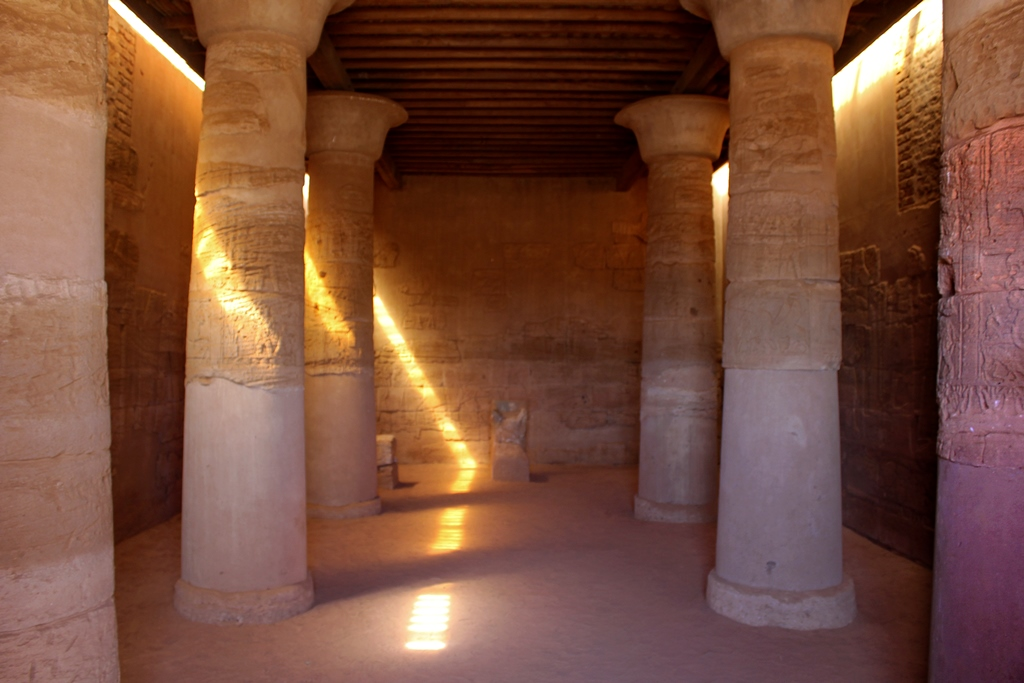
أعمدة
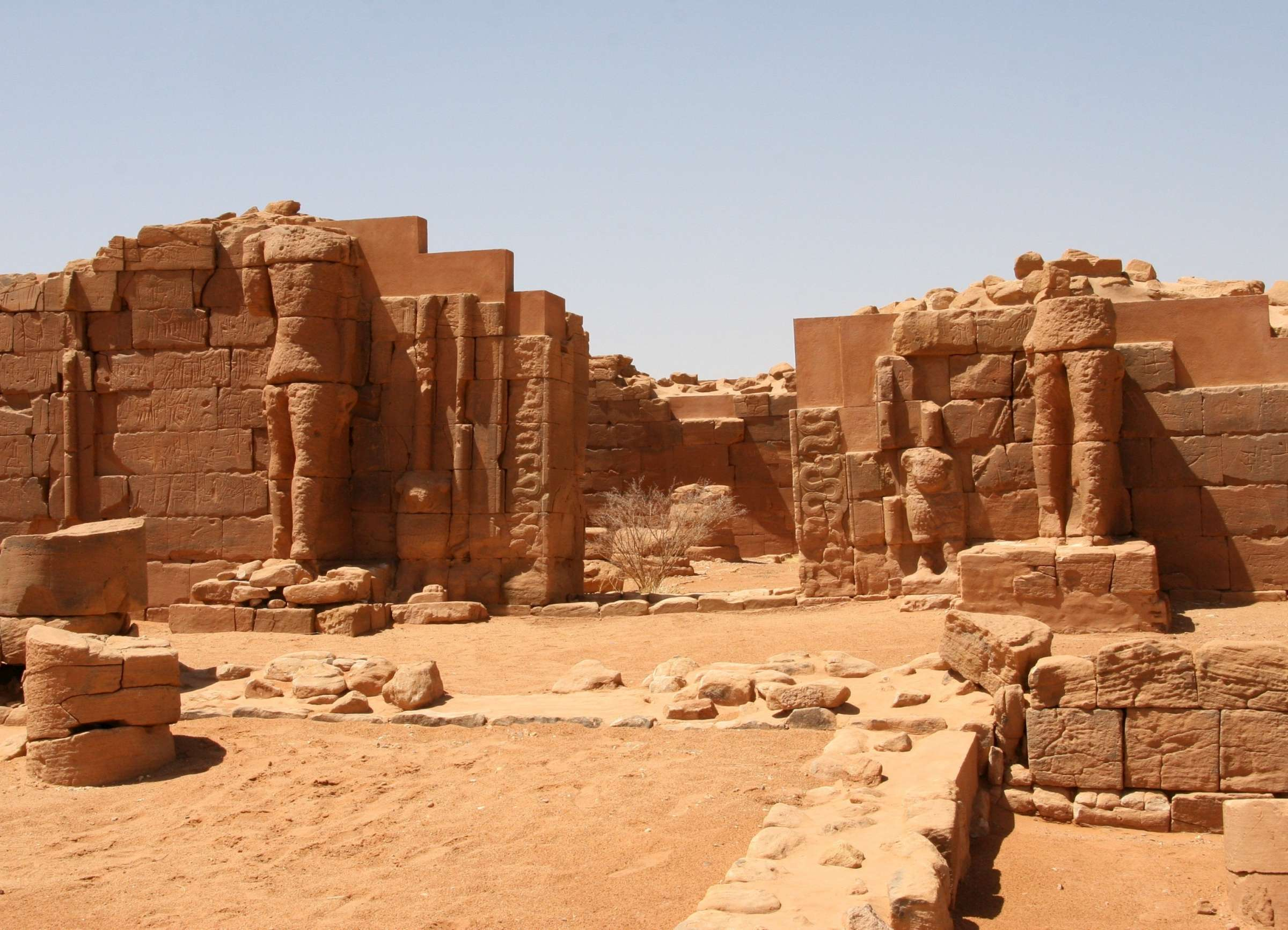
النوبة- أهرام الخرطوم

## ملحقات
1. 1 2  UNESCO Nomination document p.43 نسخة محفوظة 18 يناير 2016 على موقع واي باك مشين. [وصلة مكسورة]
2. ↑  Great Enclosure at Musawwarat es-Sufra معهد ماكس بلانك لتاريخ العلم نسخة محفوظة 11 مايو 2020 على موقع واي باك مشين. [وصلة مكسورة]
3. ↑  Hintze، Fritz (1978). The Kingdom of Kush:  The Meroitic Period. The Brooklyn Museum. ص. 89–93.
4. ↑  Musawwarat Zamani Project نسخة محفوظة 14 مارس 2020 على موقع واي باك مشين.
5. ↑  Google Books Sudan: The Bradt Travel Guide p.131-2 نسخة محفوظة 9 يناير 2020 على موقع واي باك مشين.
6. ↑  See Davidson (1970)

## وصلات خارجية
- حلٌق فوق المصورات الصفراء عبر التصوير الثلاثي الأبعاد من موقع اليوتيوب على يوتيوب